# Historia de Bután

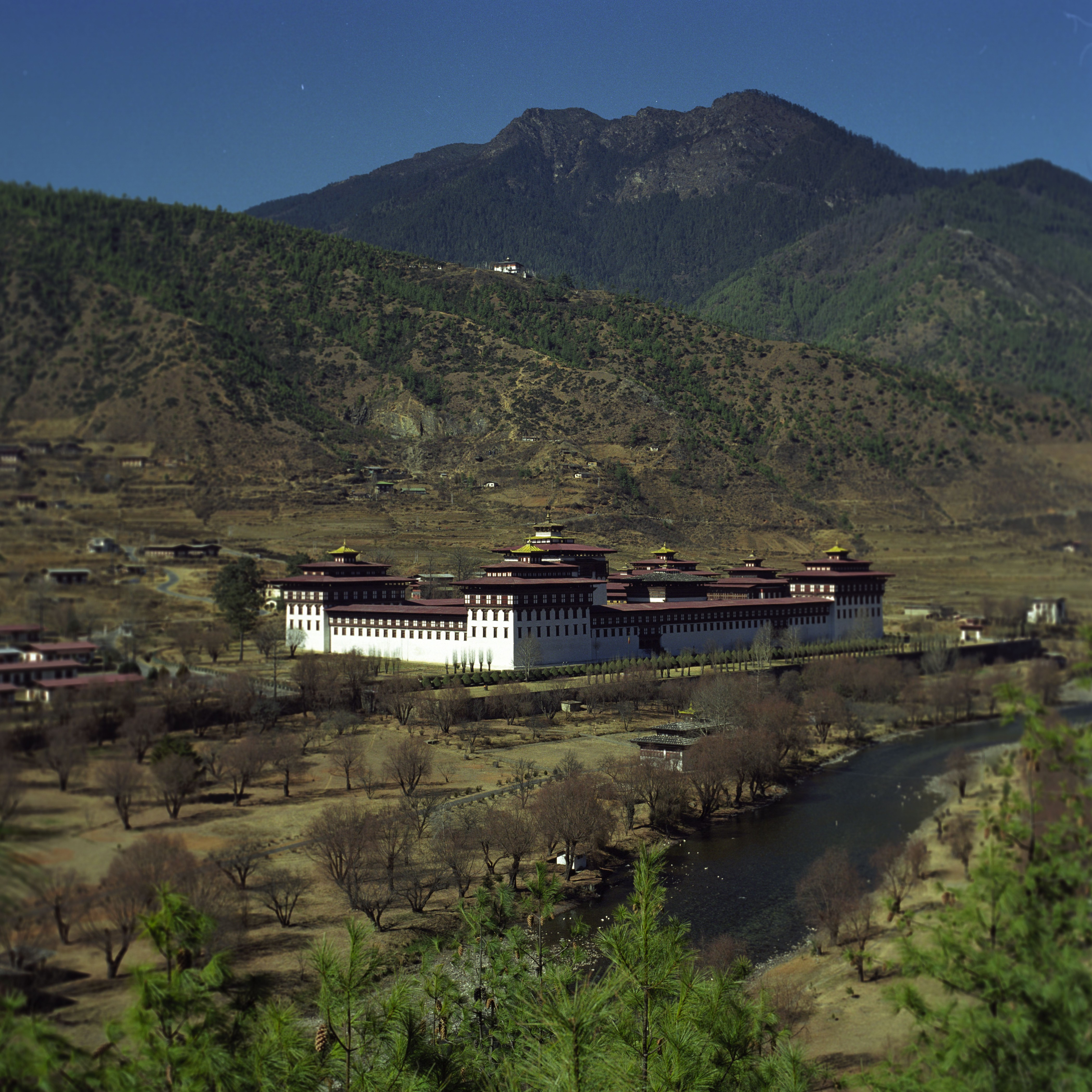
Vista del dzong Tashichoe, Thimphu. La fortaleza monasterio del en la margen norte de la ciudad, ha sido la sede del gobierno de Bután desde 1952.

La historia temprana de Bután está impregnada de mitología y sigue siendo oscura. Algunas estructuras demuestran que la región ya estaba habitada en el año 2000 antes de Cristo. Según una leyenda, fue gobernada por un rey de Cooch-Behar, Sangaldip, en torno al siglo VII a. C., pero no se sabe mucho antes de la introducción del budismo tibetano en el siglo IX, cuando la agitación en el Tíbet obligó a muchos monjes a huir a Bután. En el siglo XII, se estableció la escuela Drukpa Kagyupa, que sigue siendo la forma de budismo dominante en Bután en la actualidad. La historia política del país está íntimamente ligada a su historia religiosa y a las relaciones entre las distintas escuelas monásticas y monasterios.
Bután es uno de los pocos países que ha sido independiente a lo largo de su historia, nunca conquistado, ocupado ni gobernado por una potencia exterior (a pesar de un estatus tributario nominal ocasional). Desde que existen registros históricos claros, Bután ha defendido su soberanía de forma continua y con éxito.
La consolidación de Bután se produjo en 1616, cuando Ngawanag Namgyal, un lama del Tíbet occidental conocido como Zhabdrung Rinpoche, derrotó tres invasiones tibetanas, sometió a las escuelas religiosas rivales, codificó el Tsa Yig, un intrincado y completo sistema de leyes, y se erigió en gobernante de un sistema de administradores eclesiásticos y civiles. Tras su muerte, las luchas internas y la guerra civil erosionaron el poder de los zhabdrung durante los 200 años siguientes. En 1885 Ugyen Wangchuck logró consolidar el poder y comenzó a estrechar lazos con el imperio Británico en el subcontinente.
En 1907, Ugyen Wangchuck fue elegido gobernante hereditario de Bután, coronado el 17 de diciembre de 1907 e instalado como jefe de Estado, el Druk Gyalpo (Rey Dragón). En 1910, el rey Ugyen y los británicos firmaron el Tratado de Punakha, que estipulaba que la India británica no interferiría en los asuntos internos de Bután si el país aceptaba asesoramiento externo en sus relaciones exteriores. Cuando Ugyen Wangchuck murió en 1926, su hijo Jigme Wangchuck se convirtió en gobernante, y cuando la India obtuvo la independencia en 1947, el nuevo Gobierno indio reconoció a Bután como país independiente. En 1949, India y Bután firmaron el Tratado de Paz y Amistad, que establecía que India no interferiría en los asuntos internos de Bután, pero guiaría su política exterior. Sucedido en 1952 por su hijo Jigme Dorji Wangchuck, Bután comenzó a salir lentamente de su aislamiento e inició un programa de desarrollo planificado. Se establecieron la Asamblea Nacional de Bután, el Ejército Real de Bután y el Tribunal Real de Justicia, junto con un nuevo código de leyes. Bután se convirtió en miembro de las Naciones Unidas en 1971.
En 1972, Jigme Singye Wangchuck ascendió al trono a la edad de 16 años. Hizo hincapié en la educación moderna, la descentralización de la gobernanza, el desarrollo de la hidroelectricidad y el turismo y la mejora del desarrollo rural. Quizá fuera más conocido internacionalmente por su filosofía de desarrollo global de la "felicidad nacional bruta". Reconoce que el desarrollo tiene muchas dimensiones y que los objetivos económicos no bastan por sí solos. Satisfecho con el proceso de democratización en transición de Bután, abdicó en diciembre de 2006 en lugar de esperar a la promulgación de la nueva Constitución en 2008. Su hijo, Jigme Khesar Namgyel Wangchuck, se convirtió en Rey tras su abdicación.

## Orígenes y primeros asentamientos, 600-1600
Hallazgos arqueológicos sugieren que los valles montañosos de Bután han sido habitados por varios miles de años. Los butaneses están emparentados con los tibetanos del norte, compartiendo tesoros físicos, lingüísticos y culturales, que señalan que en alguna época desconocida del pasado, una migración significante de tibetanos llegó por los pasos de los Himalayas para establecer la base de la actual población.
Estado de Lhomon (literalmente, oscuridad del sur) o Monyul (tierra oscura, una referencia al Monpa, uno de los pueblos tibeto-birmanos de Bután), posiblemente una parte del Tíbet que entonces estaba fuera del alcance de las enseñanzas budistas. Se cree que Monyul existió entre los años 100 y 600 d. C. Los nombres Lhomon Tsendenjong (país del sándalo del sur de los mon) y Lhomon Khashi (país de los cuatro enfoques del sur de los mon), que aparecen en antiguas crónicas butanesas y tibetanas, también pueden tener credibilidad y han sido utilizados por algunos eruditos butaneses para referirse a su tierra natal. Los historiadores han sugerido variaciones de las palabras sánscritas Bhota-ant (final de Bhot) o Bhu-uttan (que significa tierras altas) como origen del nombre Bután, que empezó a utilizarse comúnmente en el extranjero a finales del siglo XIX y sólo se emplea en Bután en la correspondencia oficial en inglés. El nombre tradicional del país desde el siglo XVII ha sido Drukyul-país de los Drukpa, el pueblo Dragón, o la Tierra del Dragón del Trueno, una referencia a la secta budista dominante en el país.
Algunos eruditos creen que durante el primer periodo histórico sus habitantes eran feroces aborígenes de las montañas, los monpa, que no pertenecían ni a la estirpe tibetana ni a la mongola que más tarde invadió el norte de Bután. Los habitantes de Monyul practicaban una religión chamanista, que hacía hincapié en el culto a la naturaleza y la existencia de espíritus buenos y malos. Durante la última parte de este período, las leyendas históricas cuentan que el poderoso rey de Monyul invadió una región meridional conocida como los Duars, sometiendo las regiones de las modernas Assam, Bengala Occidental y Bihar en la India.

### La llegada del budismo
El budismo se introdujo por primera vez en Bután en el siglo VII. El rey tibetano Songtsän Gampo (reinó 627-649), converso al budismo, ordenó la construcción de dos templos budistas, en Bumthang en el centro de Bután y en Kyichu (cerca de Paro) en el valle de Paro. El budismo se propagó en serio en 746 bajo el rey Sindhu Rāja (también Künjom; Sendha Gyab; Jakar Gyalpo), un rey indio exiliado que había establecido un gobierno en Bumthang en el Jakar. Palacio de Gutho.: 35 : 13 
El budismo sustituyó pero no eliminó las prácticas religiosas Bon que también habían prevalecido en el Tíbet hasta finales del siglo VI. En su lugar, el budismo absorbió al bon y a sus creyentes. A medida que el país se desarrollaba en sus numerosos valles fértiles, el budismo maduró y se convirtió en un elemento unificador. Fueron la literatura y las crónicas budistas las que iniciaron la historia documentada de Bután.
En el año 810 d. C., un santo budista, Padmasambhava (conocido en Bután como Guru Rimpoche y a veces denominado el Segundo Buda), llegó a Bután desde la India invitado por uno de los numerosos reyes locales. Tras someter a ocho clases de demonios y convertir al rey, Gurú Rimpoché se trasladó al Tíbet. A su regreso del Tíbet, supervisó la construcción de nuevos monasterios en el valle de Paro y estableció su cuartel general en Bumthang. Según la tradición, fundó la secta Nyingmapa -también conocida como la "vieja secta" o secta del Sombrero Rojo- del budismo Mahayana, que se convirtió durante un tiempo en la religión dominante de Bután. El gurú Rimpoche desempeña un gran papel histórico y religioso como patrón nacional que reveló los tantras -manuales que describen formas de devoción a la energía natural- a Bután. Tras la estancia del gurú, la influencia india desempeñó un papel temporal hasta que las crecientes migraciones tibetanas trajeron nuevas aportaciones culturales y religiosas.
Durante este periodo no existió un gobierno central. A principios del siglo IX comenzaron a desarrollarse pequeñas monarquías independientes. Cada una de ellas estaba gobernada por un deb (rey), algunos de los cuales reivindicaban orígenes divinos. El reino de Bumthang era el más destacado entre estas pequeñas entidades. Al mismo tiempo, los monjes budistas tibetanos (lam en dzongkha, lengua nacional oficial de Bután) habían arraigado firmemente su religión y cultura en Bután, y los miembros de las expediciones militares conjuntas tibetano-mongolas se asentaron en los fértiles valles. En el siglo XI, todo Bután estaba ocupado por fuerzas militares tibetano-mongolas.

### Rivalidad sectaria
En el siglo X, el desarrollo político de Bután estaba muy influido por su historia religiosa. Tras un periodo de decadencia del budismo en el Tíbet en el siglo XI, surgieron disputas entre varias subsectas. Los señores de la dinastía Yuan en Tíbet y Bután patrocinaron una serie de subsectas hasta su propio declive político en el siglo XIV. En esa época, la escuela Gelugpa o del Sombrero Amarillo, tras un periodo de anarquía en el Tíbet, se había convertido en una fuerza poderosa, lo que provocó la huida a Bután de numerosos monjes de diversas sectas menores opuestas. Entre estos monjes se encontraba el fundador de la subsección Lhapa de la escuela Kargyupa, a quien se atribuye la introducción de los dzong de construcción estratégica. Aunque la subsecta Lhapa había sido desafiada con éxito en el siglo XII por otra subsecta Kargyupa -el Drukpa- liderada por el monje tibetano Phajo Drugom Shigpo, continuó haciendo proselitismo hasta el siglo XVII. El Drukpa se extendió por todo Bután y acabó convirtiéndose en una forma dominante de práctica religiosa. Entre el siglo XII y el XVII, las dos subsectas kargyupa rivalizaron entre sí desde sus respectivos dzong a medida que la forma más antigua del budismo nyingmapa quedaba eclipsada.

## Bután surge como país
Hasta los primeros años del 1600, Bután existía como un parche de feudos guerreros menores hasta que fue unificado por el lama y líder militar tibetano Shabdrung Ngawang Namgyal. Escapando de enemigos políticos en el Tíbet, llegó a Bután en 1616 e inició un programa de fortificación y consolidación militar, supervisando la construcción de impresionantes dzongs o fortalezas tal como Simtokha Dzong, la cual protege la entrada al valle de Timbu. Un líder perspicaz, usó símbolos culturales así como también la fuerza militar para establecer una identidad nacional butanesa, incluyendo la iniciación de un número de bailes sagrados para ser bailados en los festivales anuales tsechu. Tras su muerte, una lucha interna y una guerra civil erosionaron el poder del shabdrung por los siguientes 200 años cuando en 1885, Ugyen Wangchuck pudo consolidar el poder y cultivó lazos cercanos con los británicos en la India.
El Shabdrung estableció también que el sistema dual de gobierno por el cual, el control del país fue compartido entre un líder espiritual (el Je Khempo) y un líder administrativo (el Desi Druk), una política que existe de forma modificada hasta hoy.

### Consolidación y derrota de las invasiones tibetanas, 1616-51

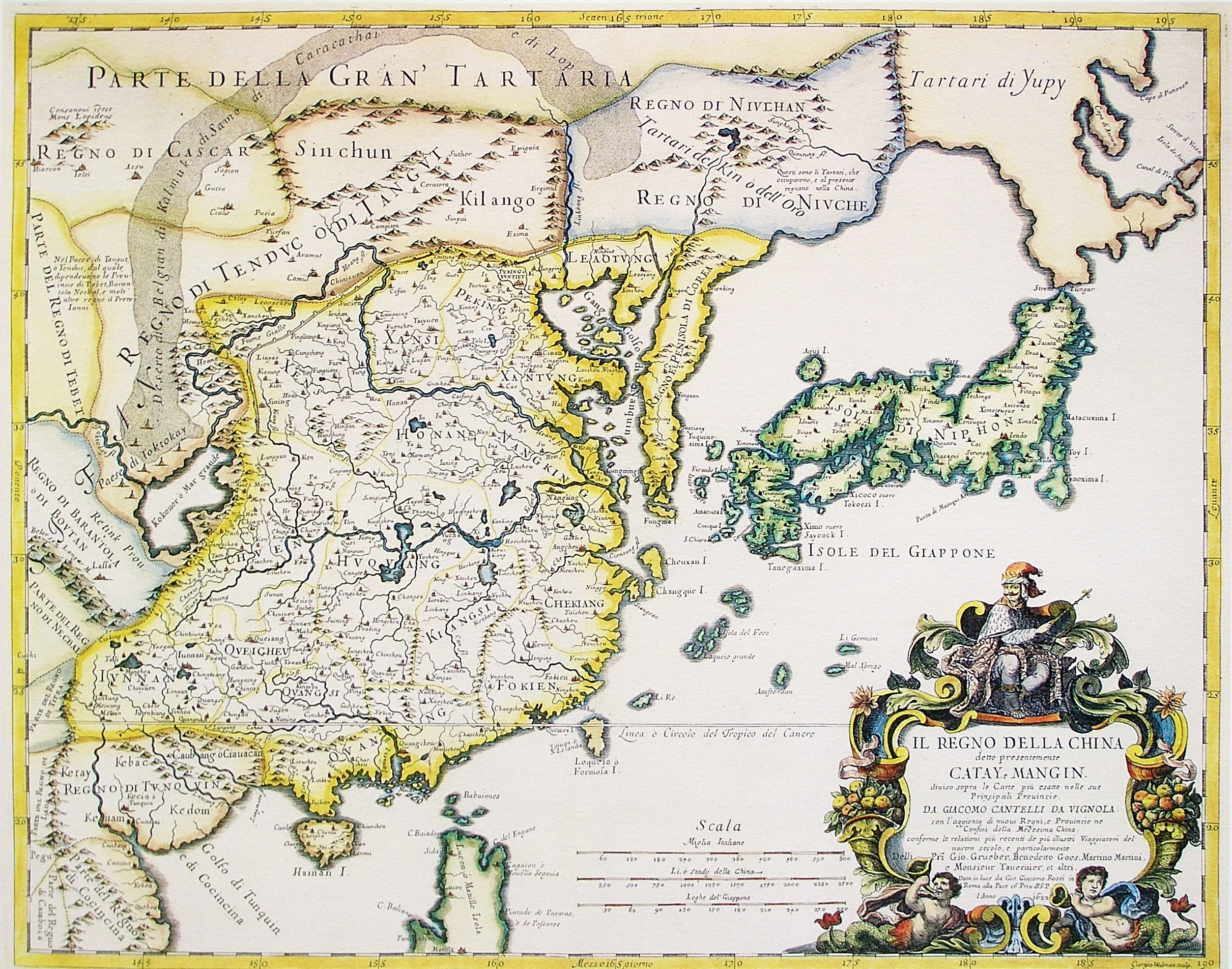
Un mapa italiano del siglo XVII que muestra un gran "Reino de Barantola o Boutan" fronterizo con Nepal y Tíbet, así como, sorprendentemente, con Yunnan, Sichuan y el Reino de Tanguts.

En el siglo XVII, se estableció un gobierno teocrático independiente de la influencia política del Tíbet y surgió el Bután premoderno. El gobierno teocrático fue fundado por un monje drukpa expatriado, Ngawang Namgyal, que llegó a Bután en 1616 buscando liberarse de la dominación de la subsecta gelugpa dirigida por el Dalái lama (Lama del Océano) en Lhasa. Tras una serie de victorias sobre líderes de subsectas rivales e invasores tibetanos, Ngawang Namgyal tomó el título de Zhabdrung (A cuyos pies uno se somete, o, en muchas fuentes occidentales, Dharma Raja), convirtiéndose en el líder temporal y espiritual de Bután. Considerado la primera gran figura histórica de Bután, unió a los líderes de las poderosas familias butanesas en una tierra llamada Drukyul. Promulgó un código de leyes y construyó una red de fuertes inexpugnables (dzong), un sistema que ayudó a someter a los señores locales a un control centralizado y fortaleció al país frente a las invasiones tibetanas. Muchos fuertes se conservaban a finales del siglo XX.
Durante la primera guerra con el Tíbet, hacia 1627, Portuguese jesuitas Estêvão Cacella y João Cabral fueron los primeros europeos de los que se tiene constancia que visitaran Bután de camino al Tíbet. Se reunieron con Ngawang Namgyal, le regalaron armas de fuego, pólvora y un telescopio, y le ofrecieron sus servicios en la guerra contra el Tíbet, pero el Zhabdrung declinó la oferta. Después de una estancia de casi ocho meses, Cacella escribió una larga carta desde el Monasterio de Chagri informando del viaje. Se trata de un raro informe sobre la permanencia del Zhabdrung.
Los ejércitos tibetanos invadieron Bután hacia 1629, en 1631 y de nuevo en 1639, con la esperanza de sofocar la popularidad de Ngawang Namgyal antes de que se extendiera demasiado. En 1634, Ngawang Namgyal derrotó al ejército de Karma Tenkyong en la Batalla de los Cinco Lamas. Las invasiones fueron frustradas, y la subsecta drukpa desarrolló una fuerte presencia en el oeste y centro de Bután, dejando a Ngawang Namgyal en la supremacía. En reconocimiento al poder que había acumulado, se enviaron misiones de buena voluntad a Bután desde Cooch Behar en los Duars (actual noreste de Bengala Occidental), Nepal al oeste y Ladakh en el oeste del Tíbet. El gobernante de Ladakh llegó a ceder a Ngawang Namgyal varias aldeas de su reino.
Sin embargo, los problemas de Bután no habían terminado. En 1643, una fuerza conjunta mongol-tibetana intentó destruir a los refugiados nyingmapa que habían huido a Bután, Sikkim y Nepal. Los mongoles se habían hecho con el control del poder religioso y civil en Tíbet en la década de 1630 y habían establecido la Gelugpa como religión del Estado. Los rivales butaneses de Ngawang Namgyal alentaron la intrusión mongola, pero la fuerza mongola fue fácilmente derrotada en las húmedas tierras bajas del sur de Bután. Otra invasión tibetana en 1647 también fracasó.
Durante el gobierno de Ngawang Namgyal, la administración comprendía un cuerpo monástico estatal con un jefe elegido, el Je Khenpo (señor abad), y un gobierno civil teocrático encabezado por el Druk Desi (regente de Bután, también conocido como Deb Raja en las fuentes occidentales). El Druk Desi era un monje o un miembro del laicado -en el siglo XIX, normalmente este último-; era elegido para un mandato de tres años, inicialmente por un consejo monástico y más tarde por el Consejo de Estado (Lhengye Tshokdu). El Consejo de Estado era un órgano administrativo central que incluía a los gobernantes regionales, los chambelanes del Zhabdrung y el Druk Desi. Con el tiempo, el Druk Desi pasó a estar bajo el control político de la facción más poderosa de administradores regionales del Consejo de Estado. El Zhabdrung era el jefe del Estado y la máxima autoridad en asuntos religiosos y civiles. La sede del gobierno estaba en Thimphu, emplazamiento de un dzong del siglo XIII, en primavera, verano y otoño. La capital de invierno estaba en Punakha Dzong, un dzong establecido al noreste de Thimphu en 1527. El reino estaba dividido en tres regiones (este, centro y oeste), cada una con un ponlop, o gobernador, que tenía su sede en un dzong importante. Los distritos estaban dirigidos por dzongpon, u oficiales de distrito, que tenían su sede en el dzong menor. Los ponlop eran una combinación de recaudadores de impuestos, jueces, comandantes militares y agentes de compras del gobierno central. Sus principales ingresos procedían del comercio entre Tíbet y la India y de los impuestos sobre la tierra.
El régimen de Ngawang Namgyal se regía por un código legal llamado Tsa Yig, que describía el régimen espiritual y civil y proporcionaba leyes para la administración del gobierno y para la conducta social y moral. Los deberes y virtudes inherentes al dharma budista (ley religiosa) desempeñaron un papel importante en el nuevo código legal, que permaneció en vigor hasta la década de 1960.

## Tratados con el Reino Unido
Aunque sujeta a las periódicas invasiones tibetanas del norte, Bután ha retenido autonomía continua desde su fundación por el Shabdrung. En los primeros del 1700, los butaneses invadieron el reino de Cooch Behar al sur, poniéndola bajo soberanía butanesa. En 1772, los Cooch Behari apelaron a la Compañía de las Indias Orientales Británicas, quienes se unieron a los Behari para sacar a los butaneses y atacar a la misma Bután en 1774. Se concluyó un tratado de paz en que Bután se retiraría a sus fronteras de antes de 1730. Sin embargo, la paz no se mantuvo y los conflictos fronterizos con los británicos continuaron por los siguientes cien años, incluida la Guerra de Duars (1864-1865), luchada por el control de los Duar bengalíes.

## Guerras civiles
Los años entre 1870 y 1880 fueron marcados por la guerra civil entre los poderes centrales de los valles de Paro y Trongsa. En 1885 Ugyen Wangchuck, el penlop (gobernador) de Trongsa, logró controlar el país y terminar con la guerra civil, ayudado por el apoyo de los británicos (el penlop de Paro estaba alineado con los tibetanos).

## Establecimiento de la monarquía
Bajo la influencia británica se estableció una monarquía en 1907, la cual estableció a  Wangchuck como gobernador absoluto de Bután. Tres años después, se firmó un tratado por el cual el país se convertía en protectorado británico.

## Independencia en 1949
La independencia fue conseguida en 1949, con la India guiando los asuntos exteriores y la ayuda provisional.

## Modernización bajo Jigme Dorji, 1952-72
Bajo la dirección del tercer rey de Bután, Jigme Dorji Wangchuck, Bután adoptó una política de exposición gradual al mundo exterior. Bután logró el reconocimiento de las Naciones Unidas como nación soberana en 1971.
Jigme Singye Wangchuck, fue el cuarto monarca del país, ascendió al trono en 1972 a los 17 años, a la muerte de su padre. Su coronación en junio de 1974 fue la ocasión para invitar a un selecto número de diplomáticos e invitados de todo el mundo al aislado reino, marcando el comienzo de la interacción regular (si es modesta) con los visitantes foráneos.
El cuarto rey mostró una gran habilidad en conducir a su país hacia la modernidad del siglo XXI preservando la distintiva cultural butanesa con sus raíces en el siglo XVII. Ha sido  conocido en Occidente por su meta de buscar la Felicidad Nacional Bruta más alta para su país, más que el convencional producto nacional bruto.

### Emergiendo del aislamiento
El tercer Druk Gyalpo, Jigme Dorji Wangchuck, fue entronizado en 1952. Antes se había casado con la prima del chogyal (rey) de Sikkim, educada en Europa, y con su apoyo realizó continuos esfuerzos para modernizar su nación a lo largo de sus veinte años de reinado. Una de sus primeras reformas fue la creación de la Asamblea Nacional -el Tshogdu- en 1953. Aunque el Druk Gyalpo podía promulgar decretos reales y ejercer poder de veto sobre las resoluciones aprobadas por la Asamblea Nacional, su establecimiento supuso un importante avance hacia una monarquía constitucional.
Cuando los comunistas chinos tomaron el Tíbet en 1951, Bután cerró su frontera con el Tíbet y se puso del lado de su poderoso vecino del sur. Para contrarrestar la posibilidad de invasión china, Bhután inició un programa de modernización. La reforma agraria se acompañó de la abolición de la esclavitud en Bután y la separación del poder judicial del ejecutivo. El programa de modernización, financiado en su mayor parte por India tras el levantamiento tibetano de 1959, incluyó también la construcción de carreteras que unían las llanuras indias con el centro de Bután. En 1962 se terminó una carretera para todo tipo de clima entre Thimphu y Phuntsholing, la ciudad de entrada por tierra en la frontera suroeste con la India. El dzongkha se convirtió en lengua nacional durante el reinado de Jigme Dorji. Además, los proyectos de desarrollo incluían la creación de instituciones como un museo nacional en Paro y una biblioteca nacional, archivos nacionales y un estadio nacional, así como edificios para albergar la Asamblea Nacional, el Tribunal Superior (Thrimkhang Gongma) y otras entidades gubernamentales en Thimphu. El cargo de gongzim, ostentado desde 1907 por la familia Dorji, fue elevado en 1958 a lonchen (primer ministro) y siguió en manos de los Dorji. Sin embargo, las reformas de Jigme Dorji Wangchuck, aunque disminuyeron la autoridad de la monarquía absoluta, también frenaron la tradicional descentralización de la autoridad política entre los líderes regionales y reforzaron el papel del gobierno central en los programas económicos y sociales.
Los esfuerzos de modernización avanzaron en la década de 1960 bajo la dirección del lonchen, Jigme Palden Dorji, cuñado del Druk Gyalpo. Sin embargo, en 1962, Dorji se enemistó con el Ejército Real de Bután por el uso de vehículos militares y la jubilación forzosa de unos cincuenta oficiales.  Los esfuerzos de Dorji por reducir el poder de las instituciones religiosas apoyadas por el Estado también provocaron el rechazo de los elementos religiosos. En abril de 1964, mientras el Druk Gyalpo se encontraba en Suiza para recibir atención médica, Dorji fue asesinado en Phuntsholing por un cabo del ejército. La mayoría de los detenidos y acusados del crimen eran militares e incluían al jefe de operaciones del ejército, Namgyal Bahadur, tío del Druk Gyalpo, que fue ejecutado por su participación en el complot.
La situación de inestabilidad continuó bajo el sucesor de Dorji como lonchen en funciones, su hermano Lhendup Dorji, y durante un tiempo bajo el hermano del Druk Gyalpo, Namgyal Wangchuck, como jefe del ejército. Según algunas fuentes, se produjo una lucha por el poder entre los leales a Wangchuck y los partidarios "modernistas" de Dorji. La cuestión principal no era el fin o la disminución del poder de la monarquía, sino "la plena libertad de la injerencia india". Otros observadores creen que la crisis de 1964 no fue tanto una lucha política como una competición por la influencia en palacio entre la familia Dorji y la consorte tibetana del Druk Gyalpo, Yanki, y su padre. Lhendup Dorji había amenazado anteriormente con matar a Yanki -rival de su hermana- y ordenó su detención cuando, temiendo por su vida y la de su hijo de 2 años del Druk Gyalpo, buscó refugio en la India durante la crisis política. Lhendup también provocó la desaprobación del Druk Gyalpo al intentar convertirse en regente único del reino tras la muerte de su hermano, eliminando a la reina y al hermano del rey. Antes de regresar a Bután desde Suiza, Jigme Dorji se reunió en Calcuta con el secretario general y el Secretario de Asuntos Exteriores indios, quienes le ofrecieron apoyo indio, incluidos paracaidistas si fuera necesario, para ayudar al Druk Gyalpo a restablecer el orden en el reino. Incapaz de recuperar la confianza del Druk Gyalpo, Lhendup huyó a Londres, mientras que otros partidarios en el ejército y el gobierno huyeron a Nepal y Calcuta. Posteriormente, de acuerdo con la Asamblea Nacional, Lhendup Dorji y otros miembros de la familia fueron exiliados en 1965. Sin embargo, los exiliados continuaron sus ataques contra el Druk Gyalpo y la India, lo que empeoró las relaciones entre la India y China. La tensa situación política continuó y en julio de 1965 hubo un intento de asesinato del Druk Gyalpo. Los Dorji no se vieron implicados en el atentado -que se describió como un "asunto privado"- y los posibles asesinos fueron indultados por el Druk Gyalpo. En 1966, para aumentar la eficacia de la administración gubernamental, Jigme Dorji Wangchuck hizo de Thimphu la capital durante todo el año. En mayo de 1968, el exhaustivo Reglamento de la Asamblea Nacional revisó la base legal del poder otorgado a la Asamblea Nacional. El Druk Gyalpo decretó que en adelante el poder soberano, incluido el de destituir a los ministros del gobierno y al propio Druk Gyalpo, residiría en la Asamblea Nacional. En noviembre siguiente, el Druk Gyalpo renunció a su derecho de veto sobre los proyectos de ley de la Asamblea Nacional y dijo que dimitiría si dos tercios de la asamblea legislativa aprobaban una moción de censura. Aunque no hizo nada para socavar el mantenimiento de la dinastía Wangchuck, en 1969 el Druk Gyalpo pidió un voto de confianza trienal a la Asamblea Nacional (posteriormente abolido por su sucesor) para renovar el mandato del Druk Gyalpo.
Durante el reinado de Jigme Dorji Wangchuck también se produjeron acercamientos diplomáticos. Aunque siempre trató de ser formalmente neutral y no alineado en sus relaciones con China e India, Bután también buscó vínculos internacionales más directos que los que había mantenido hasta entonces bajo la dirección de India en política exterior. Por ello, en 1962 se adhirió al Plan de Colombo para el Desarrollo Cooperativo, Económico y Social en Asia y el Pacífico, conocido como Plan de Colombo, y en 1966 notificó a India su deseo de convertirse en miembro de la Organización de las Naciones Unidas (ONU).  En 1971, tras mantener el estatus de observador durante tres años, Bután fue admitido en la ONU. En un esfuerzo por mantener a Bután como estado tapón estable, India siguió proporcionando importantes cantidades de ayuda al desarrollo.
Jigme Dorji Wangchuck gobernó hasta su muerte en julio de 1972 y le sucedió su hijo de diecisiete años, Jigme Singye Wangchuck. Los estrechos lazos de la Wangchuck y las Dorji se reafirmaron en la persona del nuevo rey, cuya madre, Ashi Kesang Dorji (Ashi significa Reina), era hermana del lonchen, Jigme Palden Dorji. Jigme Singye Wangchuck, educado en la India y Gran Bretaña, había sido nombrado ponlop de Tongsa en mayo de 1972 y en julio de ese año se había convertido en el Druk Gyalpo. Con su madre y sus dos hermanas mayores como consejeras, el nuevo Druk Gyalpo se metió de lleno en los asuntos de Estado. Se le veía a menudo entre la gente, en el campo, en festivales y, a medida que avanzaba su reinado, reuniéndose con dignatarios extranjeros en Bután y en el extranjero. Su coronación formal tuvo lugar en junio de 1974, y poco después las tensiones entre los Wangchucks y los Dorjis se aliviaron con el regreso ese mismo año de los miembros exiliados de esta última familia. Sin embargo, la reconciliación estuvo precedida de informes sobre un complot para asesinar al nuevo Druk Gyalpo antes de su coronación e incendiar el Tashichho Dzong (Fortaleza de la Gloriosa Religión, sede del gobierno en Thimphu). Yanki (que tuvo cuatro hijos con el Druk Gyalpo, dos de ellos entre 1962 y 1972) fue el presunto responsable del complot, que se descubrió tres meses antes de la coronación; treinta personas fueron detenidas, entre ellas altos cargos del gobierno y de la policía. Sin embargo, Lawrence Sittling, secretario de Jigme Dorji Wangchuck, informó más tarde de que el complot de asesinato era una invención de un diplomático chino destinada a distanciar a Bután de India. Pero la verdad no era políticamente más aceptable: los detenidos eran rebeldes tibetanos khampas, entrenados en India, que atravesaban Bután en misión al Tíbet. (Encyclopaedia of Saarc Nations, Syed) Presionado por China, el gobierno butanés exigió que los cuatro mil refugiados tibetanos que vivían en Bután se convirtieran en ciudadanos butaneses o se exiliaran. La mayoría optó por el exilio. (Syed)

## Borrador de la Constitución distribuida en marzo de 2005
El 26 de marzo de 2005, "un auspicioso día cuando las estrellas y elementos convergen favorablemente para crear un ambiente de armonía y éxito"[1] (http://www.kuenselonline.com/article.php?sid=5207 (enlace roto disponible en Internet Archive; véase el historial, la primera versión y la última).), el rey y el gobierno distribuyen un borrador de la primera Constitución del país, requiriendo que cada ciudadano la revise. Una nueva casa parlamentaria, el Consejo Nacional, es estatuido consistente en 20 representantes electos de cada uno de los dzonghags junto con 5 distinguidas personas seleccionadas por el rey. El Concejo Nacional sería emparejado con la Asamblea Nacional ya existente.
Por la Constitución, a la monarquía se la da un rol de liderazgo en establecer la dirección para el gobierno, mientras el rey demostrará su compromiso y habilidad para salvaguardar los intereses del reino y su pueblo.
El 17 de diciembre de 2005 el rey Jigme Singye Wangchuck anunció su intención de abdicar en 2008, dejando el trono a su hijo y sucesor Jigme Khesar Namgyel Wangchuck pero el 15 de diciembre de 2006 decidió adelantar su abdicación para facilitar que su hijo pudiese adquirir experiencia como jefe de Estado antes de la celebración de unas elecciones legislativas que están previstas para ese año.

## Actuales amenazas para la estabilidad

### Separatistas de Assam
Varios grupos guerrilleros que buscan establecer un estado independiente de Assam en el noreste de la India han fijado bases guerrilleras en los bosques del sur de Bután desde el cual lanzan ataques cruzando las fronteras sobre objetivos en Assam. El grupo guerrillero más grande es ULFA (Frente de Liberación Unida de Assam). Las negociaciones que apuntaron a removerlos pacíficamente de estas bases fracasaron en la primavera de 2003. Bután se enfrentó con la propuesta de tener que fortalecer a su fuerza armada para obtener un desalojo de las guerrillas.

### La acción militar contra los separatistas de Assam en diciembre de 2003
El 15 de diciembre de 2003, el real ejército de Bután comenzó operaciones militares contra los campos de guerrilleros en el sur de Bután, en coordinación con las fuerzas armadas indias, quienes alinearon la frontera hacia el sur para evitar que las guerrillas se dispersaran de vuelta hacia Assam. Fuentes noticiosas indicaban que de los 30 campos que eran objetivos, 13 estaban controlados por la ULFA, 12 por el Frente Democrático Nacional de Bodoland (NDFB), y 5  controlados por la Organización de Liberación de Kamatapur KLO)[2] (http://www.newkerala.com/news-daily/news/features.php?action=fullnews&showcomments=1&id=2852). Para enero, los informes del gobiernos indicaban que las guerrillas habían estado en camino de sus bases.

### Refugiados nepaleses
In 1988 Bután reportó haber desalojado a más de 100,000 residentes de habla nepalesa (otros reportes dicen que 40,000) de distritos en el sur de Bután, creando una gran comunidad de refugiados que ahora está siendo detenida en siete campos de refugiados temporales de la ONU en Nepal y Sikkim. Los cifras reales son difíciles de establecer, como muchos aquellos en los campos son reportados por tener papeles de identidad falsificados. Después de años de negociaciones entre Nepal y Bután, en 2000 Bután acordó en un principio permitir a ciertas clases de refugiados volver a Bután. Sin embargo, ninguna ha sido permitida. Un desorden significante es ahora reportado por estar promoviéndose en los campos, especialmente cuando las Naciones Unidas terminan con un número de programas de educación y bienestar en un esfuerzo por obligar a Bután y a Nepal a llegar a un acuerdo.

### Partido Comunista Butanés (PCB)
Los campos de refugiados de la ONU parecen haber sido las razones del nuevo Partido Comunista de Bután, el PCB, el cual anunció así mismo en abril de 2003 y llamó a un derrocamiento de la monarquía, y quizás establecer una 'guerra del pueblo' similar a la de la guerra del pueblo en Nepal. Una organización relacionada, la Unión de Estudiantes Revolucionarios Butaneses (BRSU), ha reclamado la responsabilidad por el asesinato en septiembre de 2001 en la India de R K Budhathoki, el fundador exiliado del Partido del Pueblo de Bután, un grupo rival antimonárquico.